# Якушевский, Станислав Фаустинович
Станислав Фаустинович Якушевский (4 июня 1922, Марьяновка, Волынская губерния, УССР — 29 ноября 2000, Рязань) — советский и российский живописец, Народный художник РСФСР (1988), член Союза художников СССР (1951).

## Биография
Родился 4 июня 1922 года в с. Марьяновка Волынской губернии (с 1937 года — Житомирской области) в многодетной крестьянской семье. По национальности поляк. С детства обнаружил любовь к рисованию.
С 1937 по 1941 годы обучался на живописно-педагогическом отделении в Омском художественном училище (не доучился, в связи с закрытием училища). Во время Великой Отечественной войны работал на строительстве электростанции. В просьбе отправить его на фронт Якушевскому было отказано.
С осени 1943 года обучался в Киевском государственном художественном институте (в годы войны институт был при Всероссийской академии художеств и находился в эвакуации в Самарканде, после 1943 года и до апреля 1944 года — в Загорске).
С 1945 по 1950 годы Якушевский учился в Ленинградском институте живописи, скульптуры и архитектуры имени И. Е. Репина (с 1947 года — Институт живописи, скульптуры и архитектуры им. И. Е. Репина АХ СССР), получив специальность художника театрально-декоративной живописи. По окончании института переехал в Рязань, стал одним из первых участников республиканских художественных выставок.
В 1950–1958 годах преподавал в Рязанском художественном училище.
В 1961 году Якушевский был избран председателем Рязанской областной организации Союза художников РСФСР которой руководил до 1963 года.
Умер 29 ноября 2000 года, похоронен на Скорбященском кладбище в Рязани.

## Творчество

Домой. 1955 год. Холст, масло. Художник С.Ф. Якушевский

Работал преимущественно в жанрах портрета («Портрет композитора Евгения Попова» 1972, «Мать поэта (Татьяна Федоровна Есенина)», 1972), пейзажа (серии «По есенинским местам», «Сердцу милый край…», «Старая и новая Рязань» и др.), а так же исторического («Домой» 1955 г., «Мать. (М.А. Ульянова)» 1968-1984) и бытового жанра («С добрым утром!»,  «Подруги» 1974). 
Множество работ посвящено С.А. Есенину («Я посетил родимые края. (С. Есенин)», 1995, «Я снова здесь в семье родной…», «С. Есенин» 1957-1960).
Работы Якушевского хранятся Государственном музей-заповедник С.А. Есенина, Омском областном музее изобразительных искусств имени М. А. Врубеля, Государственном центральном музее современной истории России. Значительная часть произведений С.Ф. Якушевского ноходится в фондах Рязанского государственного областного художественного музее имени И. П. Пожалостина.

## Память
В 2006 года на здании Дома художника г. Рязани открыта памятная доска Народному художнику РСФСР Станиславу Фаустиновичу Якушевскому.
22 сентября 2022 года к 100-летию С.Ф. Якушевского в Рязанском государственном областном художественного музее имени И. П. Пожалостина открылась выставка его произведений из фондов музея.

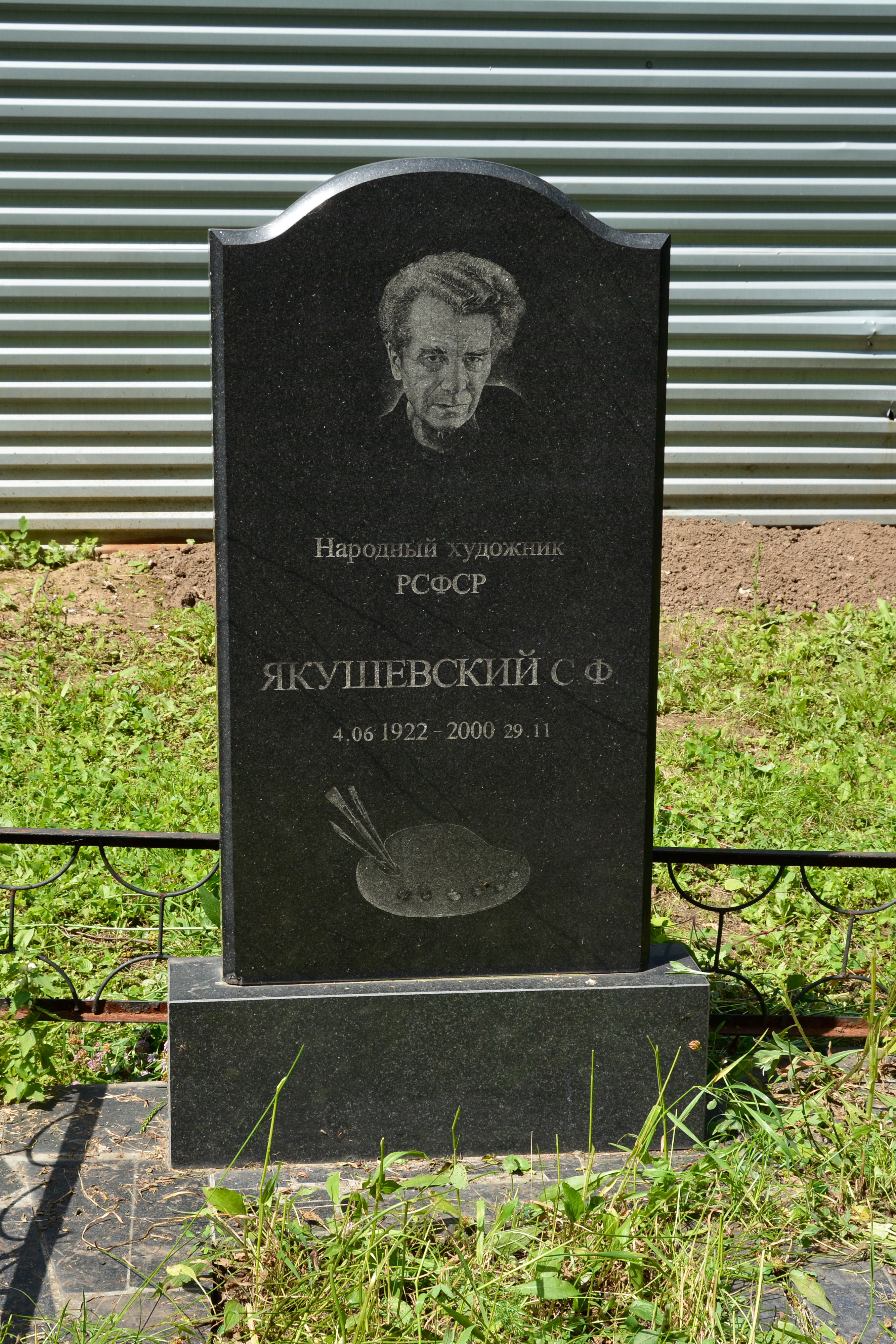
Могила художника на Скорбященском кладбище г. Рязани

## Признание и награды
- 1976 — Заслуженный художник РСФСР
- 1988 — Народный художник РСФСР
- Орден «Знак Почёта»
- Медаль «За доблестный труд в Великой Отечественной войне 1941—1945 гг.
- Медаль «Ветеран труда»